# Juan Carlos Carone
Juan Carlos Carone (Buenos Aires, 18 de mayo de 1942-Buenos Aires, 13 de junio de 2025) fue un futbolista argentino. 
Fue un delantero de gran visión, capacidad goleadora y picaresca, apodado “Pichino”. Su apellido pertenece a la galería grande en la historia del Club Atlético Vélez Sarsfield. 

## Carrera

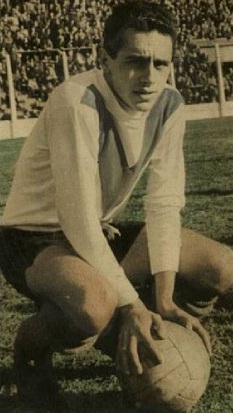
Pichino jugando para Vélez

Luego de un breve paso por las inferiores de River Plate, llegó a fines de 1957 a Atlanta, club con el que saltó a la primera división entre los años 1962 y 1963. 
Llegó a Vélez en el año 1964 y hasta el año 1969 acumuló 149 partidos y 74 goles oficiales en la primera del Fortín. Figura como uno de los máximos goleadores de la historia del club. A Vélez le otorgó astucia y una cuota de gol importante, aprovechando al máximo las exquisitas habilitaciones de Daniel Willington, quién jugaba en la media cancha.
En 1965, anotó 19 conquistas que le sirvieron para ser el máximo artillero de un torneo. Jugó tres encuentros en el Nacional de 1968, en el que finalmente el club obtuvo su primera gran alegría. También disputó la Copa América en 1967 con la selección argentina. Luego de partir de Vélez, en 1970 recaló en Racing Club, y un año más tarde en el Veracruz de México, donde se reencontró con Daniel Willington que jugaba en el mediocampo, formando la delantera jarocha con el brasileño Batata en el extremo derecho, José Luis Aussín como centro delantero y Carone en el extremo izquierdo. En la temporada 1970-71 fue su última temporada con los Escualos y se retiró de su actividad profesional. 

## Trayectoria
| Club                        | País      | Año       |
| --------------------------- | --------- | --------- |
| Atlanta                     | Argentina | 1962-1963 |
| Vélez Sarsfield             | Argentina | 1964-1969 |
| Racing Club                 | Argentina | 1970      |
| Tiburones Rojos de Veracruz | México    | 1971      |

## Selección nacional

### Participaciones en Copa América
| Copa              | Sede    | Resultado  | Goles |
| ----------------- | ------- | ---------- | ----- |
| Copa América 1967 | Uruguay | Subcampeón | 1     |

## Palmarés

### Campeonatos nacionales
| Título           | Club            | País      | Año    |
| ---------------- | --------------- | --------- | ------ |
| Primera División | Vélez Sársfield | Argentina | N-1968 |

### Distinciones individuales
| Distinción | Club            | País      | Año  | Goles |
| ---------- | --------------- | --------- | ---- | ----- |
| Goleador   | Vélez Sarsfield | Argentina | 1965 | 19    |